# Мутуссами, Эрнест
Эрнест Мутуссами (фр. Ernest Moutoussamy; род. 7 ноября 1941, Сен-Франсуа, Гваделупа) — французский политик левого толка, писатель

, поэт и педагог из семьи индийского происхождения с корнями в штатах Тамилнад и Пудучерри.

## Биография
Родился в сельской неграмотной семье, вырос на плантациях сахарного тростника. Получив университетский диплом по литературоведению, стал преподавателем литературы.
На парламентских выборах 1981 года был впервые избран депутатом Национального собрания Франции от 1-го округа Гваделупы как кандидат Гваделупской коммунистической партии (ГКП). Переизбирался от ГКП на парламентских выборах 1986 и 1988 года.
В 1991 году вместе с другими отколовшимися от компартии создал декларирующую демократический социализм Гваделупскую прогрессивно-демократическую партию (PPDG), от которой он был избран во французский парламент в 1993 и 1997 годах. В 2002 и 2007 годах он потерпел поражение от Габриэля Луи-Карабина (Союз за народное движение).
Эрнест Мутуссами также был мэром Сен-Франсуа с 1989 по 2008 год и вице-президентом регионального совета Гваделупы. На выборах в Европейский парламент 1994 года во Франции он возглавлял список Объединения заморских территорий (Rassemblement de l’Outremer).
Эрнест Мутуссами с конца 1970-х годов также выступает как писатель, автор более тридцати произведений: эссе, сборников стихов, романов.

## Публикации

### Эссе и исследования
- Guadeloupe — The communist movement and its members under the Fourth Republic, L’Harmattan, 1986, ISBN 2-85802-645-9
- Guadeloupe and its Indianness, Caribbean Publishing Collection bias, 1987, ISBN 2-87679-008-4
- DOM-TOM geopolitical issue, economically and strategically, L’Harmattan, 1988, ISBN 2-7384-0070-1
- A danger to the overseas territories: the integration to the European market in 1992, L’Harmattan, 1988, ISBN 2-7384-0173-2
- Aimé Cesaire, a member of the National Assembly 1945—1993, L’Harmattan, 1993, ISBN 2-7384-2255-1
- The overseas under the presidency of François Mitterrand, L’Harmattan, 1996, ISBN 2-7384-4301-X
- Inventing employment overseas, L’Harmattan, 1997, ISBN 2-7384-5160-8
- Members of French India in the National Assembly under the Fourth Republic, L’Harmattan, 2003, ISBN 2-7475-4020-0 (overview)
- Signification des noms indiens de Guadeloupe, (Meaning of the Indian names of Guadeloupe), L’Harmattan, 2009, ISBN 978-2-296-07728-7
- Inde-Guadeloupe : Hommage à la mémoire, (India-Guadeloupe: Tribute to memory), Éditions Jasor, 2016, ISBN 979-1090675537, OCLC 1015317793

### Поэзия
- Cicatrices, Éditions caribéennes, Présence du livre africain, 1985
- Des champs de canne à sucre à l’Assemblée nationale, L’Harmattan, 1993, (ISBN 2-7384-2002-8)
- Faune, flore, espèce rares du Palais-Bourbon, Collection club des poètes, préfacé par Philippe Seguin, 1994, (ISBN 2-9506210-4-X)
- Métisse fille, Ibis Rouge Éditions, 2001, (ISBN 2-84450-119-2)
- A la recherche de l’Inde perdue, L’Harmattan, 2004, (ISBN 2-7475-5943-2)
- Des îles, baisers de dieu à la terre, L’Harmattan, 2006, (ISBN 2-296-00054-1)
- Le message des fleurs des Antilles, Magguy Chaulet et Ernest Moutoussamy, Duo Presse, 2007, (ISBN 2-9529418-0-7)
- Mon chemin, L’Harmattan, 2009, (ISBN 978-2-296-10369-6)
- Aux arbres les enfants, Le Manuscrit, 2010, (ISBN 978-2-304-03476-9)
- Occident enlève ta burqa !, L’Harmattan, 2010, (ISBN 978-2-296-13216-0)
- Merci Maman !, L’Harmattan, 2011, (ISBN 978-2-296-54924-1)
- Chant d’amour sous les tropiques , L’Harmattan, 2011, (ISBN 978-2-296-55794-9)

### Романы
- Il pleure dans mon pays, Désormeaux, 1979
- Aurore, L’Harmattan, 1987
- Chacha et Sosso, L’Harmattan, 1994
- À la lumière de l’alphabet: ou le combat des enfants des champs de canne à sucre, L’Harmattan, 2016, (ISBN 978-2343081113), (OCLC 954434777)